# حقوق الإنسان في بلجيكا
وفقًا للمراقبين الدوليين، فإن حقوق الإنسان في بلجيكا تُحترم عمومًا، ويوفر القانون والسلطة القضائية وسائل فعالة لمعالجة حالات التعسف الفردية. بيد أنه قد أُبلغ عن بعض القلق إزاء معاملة طالبي اللجوء وكذلك انتهاكات حقوق الإنسان التي يتعرض لها موظفو المنظمات الدولية في السجون واكتظاظ السجون وحظر ارتداء النقاب الكامل. وقد ألغيت عقوبة الإعدام بالكامل في بلجيكا، كما أدرج حظر على عقوبة الإعدام في الدستور البلجيكي. وكانت بلجيكا عضوًا مؤسسًا في الاتحاد الأوروبي ومجلٍس أوروبا، وهي من الدول الموقعة على الاتفاقية الأوروبية لحقوق الإنسان. فبلجيكا لديها حد أدنى من القضايا المتعلقة بالفساد، وكانت تحتل المرتبة 15 من بين 167 دولة شملتها الدراسة الاستقصائية في مؤشر مدركات الفساد الصادر عن منظمة الشفافية الدولية في عام 2015.

## الحريات الأساسية
إن بلجيكا تضمن حرية التعبير وحرية الصحافة، رغم أنه من غير القانوني إنكار الهولوكوست. والبلجيكيون يتمتعون بحرية الوصول إلى شبكة الإنترنت والحرية الأكاديمية وحرية التجمع وحرية التنقل داخل البلد وحرية السفر إلى الخارج وحرية الانتقال إلى الخارج والعودة إلى البلد.
وهناك قلق من أن تمارس وسائط الإعلام الناطقة بالفرنسية، ولا سيما راديو وتلفزيون بلجيكا الناطق بالفرنسية (آر تي بي إف)، ممارسة الرقابة على الأحزاب السياسية غير التقليدية، أي ما عدا الأحزاب الأربعة الرئيسية الناطقة بالفرنسية: الحزب البيئي (إكولو) وحركة الإصلاح (إم آر) والحزب الاشتراكي (بي إس) والمركز الديمقراطي الإنساني (سي دي اتش). ولا تحصل أحزاب اليمين المتطرف واليسار المتطرف على تمثيل كبير في وسائل الإعلام أو في وقت البث.
وأشار تقرير للأمم المتحدة لعام 2008 إلى أن بلجيكا لم تصدق بعد على الاتفاقية الدولية لحماية حقوق جميع العمال المهاجرين وأفراد أسرهم والاتفاقية الدولية لحماية جميع الأشخاص من الاختفاء القسري واتفاقية حقوق الأشخاص ذوي الإعاقة.

## حق التصويت
إن السن الشرعي للحصول على حق التصويت هو ثمانية عشر عامًا. وقد سُن حق الاقتراع العام في عام 1893. وكانت بلجيكا أول بلد في العالم يحصل على حق التصويت الإلزامي في عام 1892 للرجال وفي عام 1949 للنساء. فالناخبون المؤهلون الذين يفشلون في الإدلاء بأصواتهم (يواجهون غرامة معتدلة أو إذا فشلوا في الإدلاء بأصواتهم في أربعة انتخابات على الأقل فإنهم قد يفقدون حقهم في التصويت لمدة عشر سنوات).
وفي قضية إكس في النمسا عام 1971 قضت المحكمة الأوروبية لحقوق الإنسان بأن «التصويت الإلزامي لا ينتهك الحريات الأساسية، لأن الحضور في مركز اقتراع فقط ــ وليس التصويت ذاته ــ إلزامي، في حين يتمتع الناخبون أيضًا بخيار الإدلاء بورقة اقتراع فارغة (تصويت احتجاجي) أو فاسدة (صوت باطل)».

## حرية الدين
إن حرية الدين في بلجيكا محمية بالقانون والدستور. بيد أن التوتر والتمييز الدينيين ظلا في بعض الأحيان قضية في إطار المجتمع. في تقريرها السنوي لعام 2008، حذر مركز تكافؤ الفرص ومكافحة العنصرية من تزايد العنف والتحرش والتمييز في المجتمع ضد المسلمين. من بين 105 حوادث تمييز ديني أبلغ عنها الجمهور إلى المركز، كانت 94 حادثة تتعلق بالتمييز ضد المسلمين. ومن بين 430 حادثة كراهية على الإنترنت أُبلغ عن 80% منها ضد المسلمين. ووردت تقارير خلال العام عن عدد من الأفعال المعادية للسامية، بما في ذلك الاعتداءات على الأشخاص والمضايقة اللفظية لليهود وتخريب الممتلكات اليهودية. ويحظر القانون التصريحات العامة التي تحرض على الكراهية القومية أو العرقية أو الدينية بما في ذلك إنكار الهولوكوست.
وفي أبريل من عام 2010، صوت مجلس النواب على حظر ارتداء النقاب الكامل إن كانت مثل النقاب أو البرقع الأفغاني. وأدانت جماعات حقوق الإنسان هذا التحرك باعتباره انتهاكًا محتملًا لحقوق النساء اللاتي يرتدين البرقع أو النقاب في حرية التعبير وحرية الدين كتعبير عن هويتهن أو معتقداتهن.

## معاملة السجناء وطالبي اللجوء
في حين أن العديد من المنظمات الدولية تفي بالمعايير الدولية بشكل عام فقد لاحظت أن السجون البلجيكية لا تزال تعاني من الاكتظاظ، وفي يونيو من عام 2008 أصدر مفوض حقوق الإنسان في مجلس أوروبا تقريرًا يشير إلى أن 75% من جميع السجون في البلاد كانت مكتظة. وكانت بلجيكا طرف في اتفاقية عام 1951 الخاصة بوضع اللاجئين وبروتوكولها لعام 1967. وتنص قوانينها على منح اللجوء أو وضع اللاجئ، ووضعت الحكومة نظامًا لتوفير الحماية للاجئين.
بينما وفرت الحكومة بشكل عام الحماية ضد طرد أو عودة اللاجئين إلى البلدان التي تتعرض فيها حياتهم أو حريتهم للتهديد بسبب عرقهم أو دينهم أو جنسيتهم أو عضويتهم في مجموعة اجتماعية معينة أو رأيهم السياسي؛ انتقدت لجنة الأمم المتحدة المعنية بإلغاء التمييز العنصري بشدة الأوضاع في مراكز احتجاز المهاجرين وطالبي اللجوء.

## حقوق المرأة

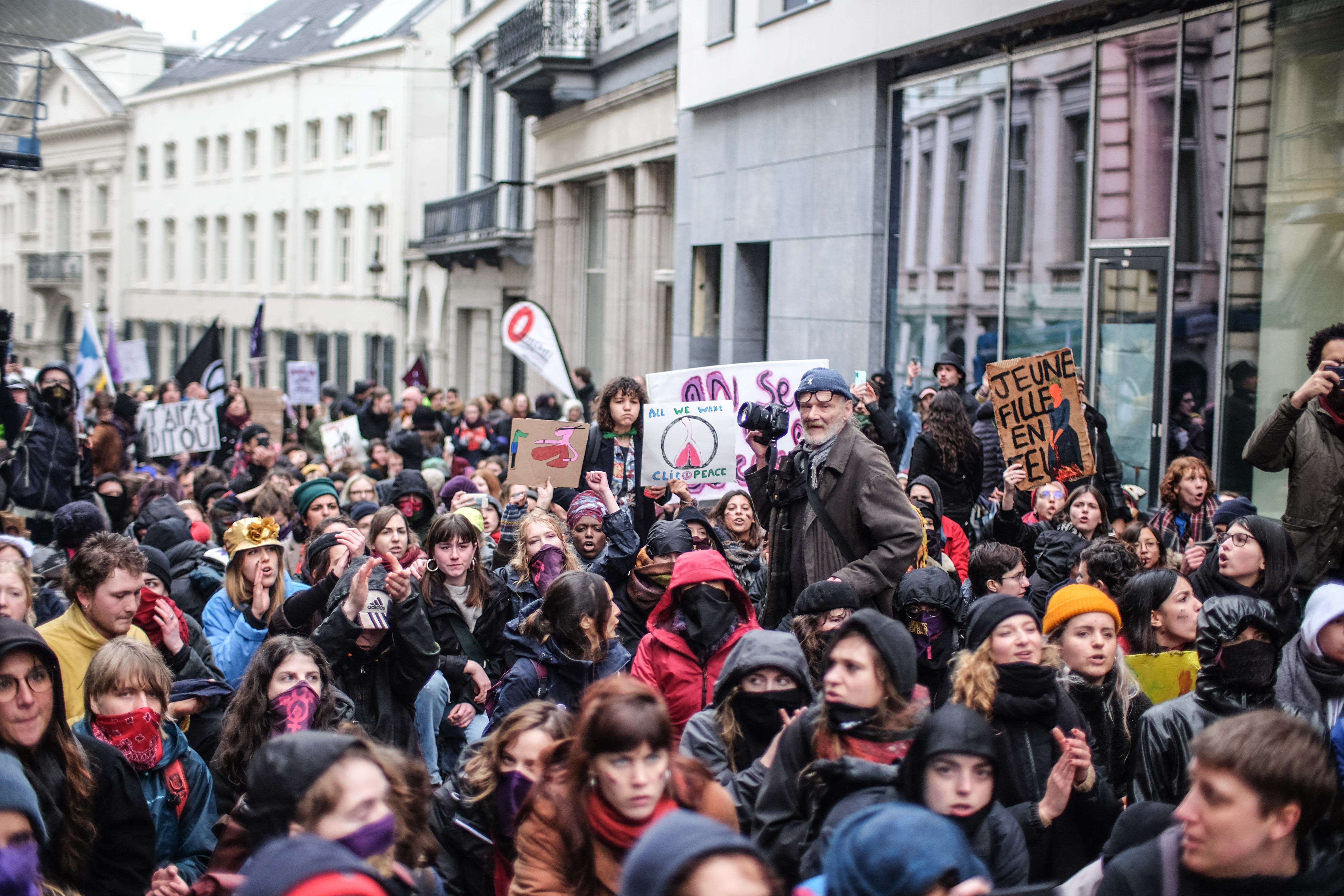
صورة للمظاهرات النسوية في يوم المراة العالمي للمطالبة بحقوق المراة عام 2020 ميلادي

إن سن الرشد هو 16 سنة، وقد تراوحت الأحكام المتعلقة بالاغتصاب في بلجيكا بين 10 و30 سنة. ويمكن للشرطة أن تدخل إلى المنزل دون موافقة رب المنزل عند التحقيق في شكوى تتعلق بالعنف المنزلي، كما توجد ملاجئ مدعومة من الحكومة وخطوط مساعدة هاتفية لضحايا الاعتداء الزوجي. وإن المعهد الحكومي للمساواة بين الرجل والمرأة موجود لغرض تعزيز المساواة بين الجنسين وله صلاحية رفع دعاوى قضائية. وقد دعا تقرير للجنة الأمم المتحدة المعنية بالتمييز ضد المرأة لعام 2008 في بلجيكا إلى ضمان حصول المرأة على أجر متساوٍ وعلى فرص متساوية عند حصولها على عمل. كما أوصى بأن «تتخذ بلجيكا الخطوات اللازمة لزيادة النسبة المئوية للنساء اللاتي يشغلن مناصب قيادية في كافة قطاعات المجتمع وإجراء تقييمات منتظمة لفعالية هذه الخطوات».
وطالب التقرير بسن تشريع جديد يسمح للمرأة بأن تنقل اسمها الأخير إلى أطفالها، وهو ما لا يسمح لها بالقيام به بموجب القانون البلجيكي الحالي، كما طلب إعادة تصنيف الاعتداء الجنسي الذي يعتبر بموجب القانون البلجيكي جريمة أخلاقية بوصفه جريمة عنف.

### هجرة المرأة
تعاني نحو 15% من النساء في بلجيكا من أحد أشكال عنف الشريك. والنساء المهاجرات معرضات للخطر بشكل خاص لأنهن غير قادرات على الإبلاغ عن شركائهن خوفًا من ترحيلهن. وقد وردت تقارير عن العنف المتصل بالشرف والزواج القسري وتشويه الأعضاء التناسلية للإناث.
وفي عامي 2006 و2007 سعت الحكومة البلجيكية إلى معالجة هذه المشكلة من خلال إدخال فقرات مهمة في قانون الخامس عشر من ديسمبر لعام 1980 تتعلق بالوصول إلى الأراضي والمسكن وإقامة الأجانب وإبعادهم (تحت ما يسمى بقانون الأجانب). وتسمح هذه التغييرات القانونية للمهاجرين بالاحتفاظ بحقوق الإقامة إذا تقدموا وأبلغوا عن العنف الأسري.

## حقوق الأقليّات
وفقًا لدراسة أجريت في عام 2009، فإن (لون البشرة واللباس المرتبط بالإسلام) هما العاملان الرئيسيان في التمييز في بلجيكا (خاصة في مجالات الإسكان وتشغيل العمالة). وذكر تقرير لمركز تكافؤ الفرص ومكافحة العنصرية لعام 2009 أن المسلمين هم ضحايا التمييز الأكبر من بين جميع المهاجرين. في تقرير صادر في عام 2007 عن رابطة هلسنكي الدولية اشتكت من (استخدام الحجج العنصرية وكراهية الأجانب في الخطاب السياسي) في بلجيكا، مشيرًا إلى أن «زعيم الحزب الوطني للجبهة وعضو البرلمان الإقليمي في بروكسل دانييل فيريت، صدر الحكم عليه في شهر أبريل من عام 2006 بالسجن لمدة 250 ساعة بسبب التحريض على الكراهية العنصرية كما مُنع من الترشح لأي منصب سياسي لمدة عشر سنوات». فقد قدم الاتحاد الدولي لرابطات حقوق الإنسان شكوى في عام 2010 أمام لجنة الحقوق الاجتماعية التابعة لمجلس أوروبا، متهمًا بلجيكا بإساءة معاملة الغجر والمسافرين، جزئيًا بالفشل في توفير السكن الملائم لهم.